# Zakłady Kuźnicze w Ustroniu
Zakłady Kuźnicze w Ustroniu – zakłady przemysłowe w Ustroniu.

## Historia
Huta żelaza w Ustroniu powstała na przełomie 1771 i 1772 roku. Założycielem ustrońskiej huty jest syn króla polskiego Augusta III, książę Albert Sasko-Cieszyński. Rudę pozyskiwano na terenie Ustronia i innych okolicznych wiosek. W 1780 roku powstała młotownia jako pierwszy obiekt przetwórczy. W kolejnych latach utworzono walcownię, zakład przetwórczy miedzi, zakład plastycznej obróbki cyny, odlewnię oraz gwoździarnię. W 1877 roku walcownię przeniesiono do Trzyńca. Wyczerpywanie się terenów leśnych oraz niedobory rudy w pobliżu miejscowości doprowadziły do wygaszenia w 1897 roku wielkiego pieca i wówczas huta została zlikwidowana. Podczas II wojny światowej przedsiębiorstwo przejęła niemiecka firma Volkswagen. Kontynuowano wyrób odkuwek dla rolnictwa i kolejnictwa i rozpoczęto produkcję zbrojeniową. Zakład nie został zniszczony przez działania wojenne i po przeprowadzeniu niezbędnych napraw został ponownie uruchomiony. W 1948 roku zakład został upaństwowiony. W 1970 roku Kuźnia Ustroń została połączona z Wytwórnią Sprzętu Mechanicznego w Bielsku–Białej jako oddział zamiejscowy. W 1986 roku otwarto Muzeum Hutnictwa i Kuźnictwa, które ulokowano w zabytkowym budynku dawnej dyrekcji huty. W roku 2008 zlikwidowano zakłady kuźnicze w Ustroniu.

## Bocznica
Początkowo bocznica odgałęziała się na wysokości rozjazdu krzyżowego na stacji Ustroń i wchodziła na teren zakładu przez główną bramę. W zakładzie eksploatowano parowóz TKh 2192 typ Ferrum wyprodukowany w roku 1950 w Chrzanowie oraz parowóz TKh 225 wyprodukowany przez Borsig. Na początku lat siedemdziesiątych dwudziestego wieku zakupiono spalinową lokomotywę 401Da-092. Pod koniec lat dziewięćdziesiątych wspomnianą lokomotywę przeniesiono do zakładu w Skoczowie, wówczas zakupiono lokomotywę SM04. Bocznica na początkowym odcinku była zelektryfikowana. W miejscu gdzie zlokalizowano punkt zdawczo-odbiorczy, tor rozgałęział się na trzy równoległe. W kierunku przystanku Ustroń Zdrój poprowadzono żeberko wyciągowe zakończone kozłem oporowym. Przed zakładami kuźniczymi bocznica rozgałęziała się na trzy tory. W zakładach zlokalizowana była jednostanowiskowa lokomotywownia. Bocznica została rozebrana częściowo w 2006 roku, natomiast ostatnie jej pozostałości zostały usunięte na przełomie sierpnia i września roku 2011.